# Les Trafiquants de la mer
Pour plus de détails, voir Fiche technique et Distribution.
Les Trafiquants de la mer est un film français réalisé par Willy Rozier et sorti en 1947.

## Synopsis
Des trafiquants de drogue agissant sur la Côte d’Azur, sont pourchassé par la police, qui arrête un complice. Ce dernier allait récupérer de la drogue caché à bord d’un yacht et il s'avère que son indenté est connue dans le village voisin.

## Fiche technique
- Titre : Les Trafiquants de la mer
- Réalisateur : Willy Rozier
- Scénario : Xavier Vallier
- Photographie : Fred Langenfeld
- Musique : Jean Yatove
- Montage : Linette Nicolas
- Société de production : Sport-Films
- Pays de production :  France
- Format : Son mono - Noir et blanc - 35 mm  - 1,37:1
- Genre : Aventure
- Durée : 95 minutes
- Date de sortie : France - 19 décembre 1947

## Distribution
- Pierre Renoir : le prince Boris Mantischeff
- Elina Labourdette : Hélène
- Jacques Dumesnil : l'inspecteur principal Gardy
- Marcel Delaître: Maître Moreau
- Claude Nollier : la femme
- Daniel Mendaille : le capitaine Lacoumé
- Lucien Callamand : le juge Vermorel
- Serge Castelli : Eric Duvernier
- Malou Martel : Dany Duvernier
- Noël Darzal
- Michel Vadet
- Clément Bairam
- Claude Farell